# Canton de Bouloire
Le canton de Bouloire est une ancienne division administrative française située dans le département de la Sarthe et la région Pays de la Loire.

## Géographie
Ce canton était organisé autour de Bouloire dans l'arrondissement de Mamers. Son altitude variait de 64 m (Thorigné-sur-Dué) à 182 m (Coudrecieux) pour une altitude moyenne de 113 m.

## Histoire
De 1833 à 1848, les cantons de Bouloire et de Vibraye avaient le même conseiller général. Le nombre de conseillers généraux était limité à 30 par département.

## Représentation

### Conseillers généraux de 1833 à 2015
| Période | Période          | Identité                                      | Étiquette              | Qualité |
| ------- | ---------------- | --------------------------------------------- | ---------------------- | --- |
| 1833    | 1839 (démission) | M. Barré                                      |                        | Propriétaire à Dollon, nommé conseiller de préfecture en 1839                                                                                         |
| 1839    | 1842             | Pierre Augustin Bazin (1791-1859)             |                        | Maire de Saint-Calais |
| 1842    | 1848             | Marquis Alexandre de la Goupillière de Dollon | Majorité ministérielle | Ancien député (1827-1834), propriétaire du château et maire de Dollon                                                                                 |
| 1848    | 1852             | François Armand Bert                          |                        | Notaire, maire de Bouloire |
| 1852    | 1871             | Pierre Zoé Jolivard                           |                        | Maire de Thorigné-sur-Dué |
| 1871    | 1877             | Victor Roussel                                | Républicain            | Maire de Thorigné-sur-Dué (1871-1874) |
| 1877    | 1889             | Philippe Charbonnier                          |                        | Médecin, maire de Saint-Calais |
| 1889    | 1895             | Comte du Trochet                              | Droite                 | Maire de Saint-Mars-de-Locquenay |
| 1895    | 1930 (décès)     | Almire Breteau                                | Républicain puis Rad.  | Député (1924-1927), sénateur (1927-1930), médecin, maire de Bouloire (1890-1910)                                                                      |
| 1930    | 1937             | Pierre Dumont                                 | Rad.                   | Docteur en médecine, maire de Bouloire |
| 1937    | 1940             | Émile Papillon                                | Rad.                   | Maire de Maisoncelles, conseiller d'arrondissement |
|         |                  |                                               |                        | |
| 1943    | 1945             | Pierre Dumont                                 |                        | Maire de Bouloire, nommé conseiller départemental en 1943                                                                                             |
|         |                  |                                               |                        | |
| 1945    | 1964             | Ferdinand Rondeau                             | SFIO                   | Maire de Saint-Mars-de-Locquenay |
| 1964    | 1976             | Ladislas du Luart                             | app. RI                | Propriétaire exploitant, agricole et forestier, maire de Coudrecieux (1951-1977), vice-président du conseil général (1970-1976), sénateur (1968-1977) |
| 1976    | 1994             | Jean Morin                                    | UDF-PR                 | Notaire, conseiller municipal de Bouloire |
| 1994    | 2000 (démission) | Raymond Douyère                               | PS                     | Médecin, député (1981-1993 et 1997-1999), maire de Bouloire (1971-2000)                                                                               |
| 2000    | 2008             | Claude Drouin                                 | DVG                    | Enseignant, adjoint puis maire de Bouloire (2001-2008)                                                                                                |
| 2008    | 2015             | Michel Paumier                                | DVD                    | Agent immobilier, ancien maire de Tresson |

Le canton participe à l'élection du député de la deuxième circonscription de la Sarthe.
Jean Morin a été nommé conseiller général honoraire du canton par arrêté préfectoral du 7 janvier 2003.

### Conseillers d'arrondissement (de 1833 à 1940)
Le canton de Bouloire appartenait à l'arrondissement de Saint-Calais jusqu'à sa disparition en 1926.
| Période                                  | Période      | Identité                    | Étiquette | Qualité |
| ---------------------------------------- | ------------ | --------------------------- | --------- | --- |
| 1833                                     |              | M. Levillain                |           | Juge de paix à Bouloire                                                                                     |
|                                          |              |                             |           | |
| av.1885                                  |              | Modeste Soulard             |           | Maire de Tresson                                                                                            |
|                                          |              |                             |           | |
|                                          | 1891 (décès) | M. Jourdain                 |           | |
|                                          |              |                             |           | |
| av.1894                                  |              | René Désiré Ernest Coutard  |           | Suppléant du juge de paix, marchand de porcs à Bouloire                                                     |
|                                          |              |                             |           | |
| 1919                                     |              | François-Ferdinand Courcier | RG        | Sabotier, maire de Saint-Michel-de-Chavaignes                                                               |
| 1919                                     | 1922         | René Coutard                | RG        | Président du comice agricole de Bouloire                                                                    |
| 1922                                     | 1937 (décès) | Auguste Bluteau (1873-1937) | Rad.      | Cultivateur à Coudrecieux                                                                                   |
| 1932                                     | 1937         | Émile Papillon (1875-1964)  | Rad.      | Maire de Maisoncelles                                                                                       |
| Décembre 1937                            | 1940         | M. Langlais                 | Rad.      | |
| 1940                                     |              |                             |           | Les conseils d'arrondissement ont été suspendus par la loi du 12 octobre 1940 et n'ont jamais été réactivés |
| Les données manquantes sont à compléter. |              |                             |           | |

## Composition
Le canton de Bouloire comptait 7 183 habitants en 2012 (population municipale et regroupait huit communes :
- Bouloire ;
- Coudrecieux ;
- Maisoncelles ;
- Saint-Mars-de-Locquenay ;
- Saint-Michel-de-Chavaignes ;
- Thorigné-sur-Dué ;
- Tresson ;
- Volnay.

À la suite du redécoupage des cantons pour 2015, toutes les communes sont rattachées au canton de Saint-Calais.

### Ancienne commune
La commune des Loges, absorbée en 1807 par Coudrecieux, était la seule commune supprimée, depuis la création des communes sous la Révolution, incluse dans le territoire du canton de Bouloire.

## Démographie
| 1962  | 1968  | 1975  | 1982  | 1990  | 1999  | 2006  | 2011  | 2012  |
| ----- | ----- | ----- | ----- | ----- | ----- | ----- | ----- | ----- |
| 7 236 | 6 819 | 6 275 | 6 043 | 6 177 | 6 543 | 6 862 | 7 173 | 7 183 |